# Eugenia longipetiolata
Eugenia longipetiolata är en myrtenväxtart som beskrevs av Joáo Rodrigues de Mattos. Eugenia longipetiolata ingår i släktet Eugenia och familjen myrtenväxter. Inga underarter finns listade i Catalogue of Life.